# W. (2014)
W. - Witse: de film is een Vlaamse langspeelfilm van Frank Van Mechelen uit 2014, die gebaseerd is op de populaire Vlaamse politieserie Witse.

## Verhaal
Totaal onverwacht krijgt Witse bezoek van zijn vervreemde zus Maggie. Zij biecht op dat ze ooit zwanger was. Haar dochter stond ze na de geboorte af ter adoptie. Deze nu 30-jarige dochter zocht haar onlangs op en vroeg onderdak wat haar werd geweigerd. Enkele dagen later wordt haar lijk gevonden op een Engels soldatenkerkhof. Maggie vraagt nu hulp aan Witse om uit te pluizen wat er juist met de vrouw is gebeurd. Witse weigert in eerste instantie tot wanneer blijkt dat er meerdere vrouwen zijn vermist. Hij reist af naar de Westhoek om de politie te helpen. Aangezien hij reeds twee jaar op pensioen is, wordt hem dit geweigerd. Daarop start Witse zijn eigen onderzoek, maar zijn acties interfereren al snel met het onderzoeksteam waardoor zijn hulp uiteindelijk toch min of meer wordt aanvaard.
Witse wordt benaderd door een zekere Bergmans. Hij vertelt dat hij verslaafd is aan sadomasochisme. Onlangs belandde hij onder zijn profielnaam Dickie op een site waar vrouwen extreem seksueel worden gefolterd. Initieel dacht hij dat het actrices waren, maar hij begon te twijfelen toen de maker van de filmpjes, een zekere Dax, voorstelde om een vrouw te folteren die Dickie zelf uitzocht, maar daarvoor moest hijzelf eerst visueel in beeld komen. Bergmans wordt uiteindelijk opgepakt door de politie voor verhoor en de inspecteurs beweren dat hij medeplichtig is. Daarop pleegt Bergmans zelfmoord. Witse beslist dan om zichzelf uit te geven voor Dickie en maakt een afspraak. Dax daagt inderdaad op, maar hij merkt de sluipschutters op en zet het op een lopen. Witse achtervolgt hem, maar hij wordt door Dax neergeslagen. Dax zegt hem een gedicht op dat uiteindelijk leidt naar een ander Engels oorlogskerkhof waar een nieuw lijk wordt gevonden.
De politie zet een nieuwe val op en maakt met Dax een afspraak in het casino van Middelkerke. Daar zetten ze enkele actrices in die voldoen aan het profiel van Dax. Dax betreedt echter het casino niet en ontvoert buiten een vrouwelijke agente.
Witse maakt op extreme sekssites enkele accounts aan waarin hij zich uitgeeft als een zeer onderdanige vrouw. Uiteindelijk komt hij zo in contact met Dax. Ze maken een afspraak, maar daarbij geeft Witse zich uit als Anita, de barvrouw van het stationsbuffet, en dit om 20 uur 's avonds wanneer haar shift gedaan is. Dax daagt echter enkele uren eerder op. Hij lokt Anita mee naar zijn wagen. Witse en de politie weten ondertussen dat Dax spelletjes speelt en zich niet aan gemaakte afspraken houdt, dus ze zijn in de buurt en houden Dax tegen. Dax houdt Anita in bedwang met een mes, maar geeft zich over.
De agente wordt gevonden en Anita is herstellende, al is ze getraumatiseerd en zal ze wellicht nooit terugkeren naar het stationsbuffet.
Nu de seriemoordenaar is gevat, reist Witse per trein terug naar Brussel. Onderweg krijgt hij een hartaanval, en wordt hij door een ambulance naar het ziekenhuis gebracht.

## Rolverdeling
| Acteur                | Personage        |
| --------------------- | ---------------- |
| Hubert Damen          | Werenfried Witse |
| Lucas Van den Eynde   | Dax              |
| Katelijne Verbeke     | Colette          |
| Wim Opbrouck          | Commissaris      |
| Mathijs Scheepers     | Mario            |
| Robbie Cleiren        | Bergmans         |
| Hilde Van Haesendonck | Maggie Witse     |
| Isabelle Van Hecke    | Marleen          |
| Govert Deploige       | Agent            |
| Ruth Beeckmans        | Anita            |

## Productieverloop

### Productie
In 2012 maakte Damen al bekend dat er een filmproject in de lucht hing, en dat hij daar ook graag zijn medewerking aan wou verlenen. Op 21 december 2012 werd bekendgemaakt dat Skyline Entertainment de productie zou verzorgen en in de zomer van 2013 met opnamen zou beginnen. Het scenario zou anno december bijna klaar zijn. De film zou in het voorjaar van 2014 in de bioscoop te zien moeten zijn.
In juli werd bekend dat de film op 5 maart 2014 in de zalen te zien zou zijn. Dit werd toen tegengesproken door producent Eric Wirix, van Skyline Entertainment. Het project zou bovendien wat vertraging oplopen. Hubert Damen maakte bekend in Dag Allemaal dat als de opnamen in oktober niet startten, hij niet meer zou meewerken aan het project.
Op 29 augustus werd bevestigd dat er een akkoord was bereikt tussen alle betrokken partijen. Het scenario werd geschreven door Ward Hulselmans, die ook de reeks bedacht. Frank Van Mechelen ging regisseren.. Op 16 december 2013 werd openbaar gemaakt dat de film W. zou heten en ook bevestigd dat de film op 5 maart 2014 in alle Vlaamse bioscopen te zien zou zijn.

### Opnamen
De opnamen gingen op 30 september 2013 van start en zouden tot half november 2013 duren. Al in augustus werd duidelijk dat de film zich niet zou afspelen in Halle, maar in de Westhoek, waar Witse voordat hij in Halle kwam aan de slag was. De opnamen vonden in en rond Veurne plaats, ook in Ronse en Kluisbergen werden er opnames gedaan, meer bepaald in en rond het station en aan de Sint-Hermeskerk.  aan het Casino van Middelkerke, en in het station Brussel-Noord.

### Genre
Bij de start gaf regisseur Frank Van Mechelen al aan dat de film donkerder en spannender zou zijn dan de serie. Het zou om een thriller gaan, terwijl de serie een gewone politiereeks was.

### Acteurs
Op 11 september 2013 werd duidelijk dat Wim Opbrouck een hoofdrol zou spelen als commissaris. Daarnaast speelden ook Katelijne Verbeke, Ruth Beeckmans, Mathijs Scheepers, Robbie Cleiren, Hilde Van Haesendonck, Isabelle Van Hecke, Stefaan Degand en Govert Deploige belangrijke rollen. Verder keerden er geen acteurs uit de serie terug, enkel Katelijne Verbeke speelde mee in de serie maar als een ander personage dan in de film namelijk dat van Wetsdokter Véronique Maes.

### Verschijningsdata
In augustus werd bekend dat de film vanaf 5 maart 2014 in de bioscoop zou draaien. Dit werd in augustus wel tegengesproken door Erik Wirix. In december werd bekendgemaakt dat de film toch op 5 maart in de bioscoop zou verschijnen. Op 17 december werd de eerste teaser en de affiche vrijgegeven. Op vrijdag 24 januari werd de officiële trailer vrijgegeven. De filmpremière had op 27 februari 2014 in de Kinepolis van Antwerpen plaats.

### Ontvangst
33.000 mensen gingen naar de film kijken in de bioscoop. Er wordt een intern onderzoek uitgevoerd naar de oorzaken van deze flop. W. de driedelige miniserie werd in 2016 uitgezonden. De eerste aflevering haalde 1.175.666 kijkers en was het best bekeken programma van die dag.